# Rainbow Bridge National Monument

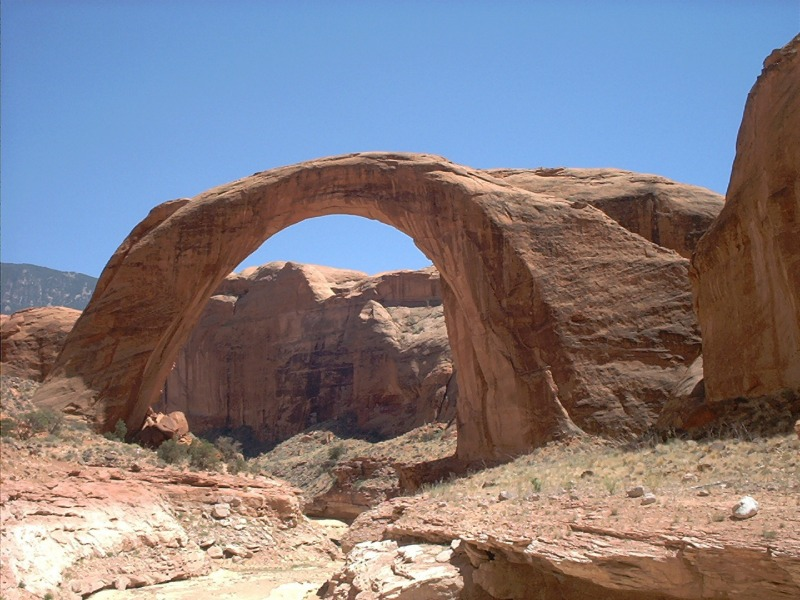
Rainbow Bridge

Rainbow Bridge (Tęczowy Most) – wielki naturalny kamienny łuk z piaskowca w stanie Utah, święte miejsce Indian Ameryki Północnej. Dla Indian z okolicznych plemion Nawahów, Pajutów i Pueblów miejsce tradycyjnych pielgrzymek, modlitw, ceremonii, poszukiwania wizji i składania ofiar, wykorzystywane od czasów przed europejską kolonizacją Ameryki Północnej po czasy współczesne. Miejsce stało się dostępne dla turystów wraz z utworzeniem sztucznego Jeziora Powella powstałego po ukończeniu Zapory Glen Canyon na rzece Kolorado w 1963 roku. Jedno z wielu historycznych świętych miejsc tubylczych ludów Ameryki.
Naturalny łuk i jego najbliższe okolice objęte są federalną ochroną jako pomnik narodowy Stanów Zjednoczonych pod oficjalną nazwą Rainbow Bridge National Monument. Pomnik został ustanowiony decyzją prezydenta Williama Howarda Tafta 30 maja 1910 roku i zajmuje powierzchnię około 0,65 km². Za administrację pomnikiem odpowiedzialna jest agencja National Park Service.
Według pomiarów z 2007 roku most ma około 71 metrów rozpiętości, co czyni go najdłuższym naturalnym mostem na świecie. Jednocześnie jest on również szóstym co do długości naturalnym łukiem skalnym na świecie. Jego wysokość wynosi około 75 metrów.